# Alex Řehák
Alex Řehák (* 5. April 1995 in Ústí nad Orlicí) ist ein tschechischer Fußballspieler.

## Vereinskarriere

### Jugend
Řehák begann seine Karriere bei SK Sigma Olmütz. In der Saison 2013/14 war er Kapitän der U-19-Mannschaft. Řehák wird als einer der größten Zukunftstalente des Vereins angesehen.

### Sigma Olmütz
Řehák feierte sein Debüt für SK Sigma Olmütz am 11. März 2014 in einem Freundschaftsspiel gegen das Team aus der ersten slowakischen Liga FK Senica. Er spielte die erste Hälfte des Spiels, das 3:0 für Olmütz endete.

## Nationalmannschaft
Rehaks Debüt für das U-16-Nationalteam fand am 21. Oktober 2010 in einem Freundschaftsspiel gegen Belgiens U-16 statt, in dem er die volle Spielzeit absolvierte. Sein Debüt für das U-17-Nationalmannschaft fand am 24. August 2011 in einem Freundschaftsspiel gegen Portugals U-17 statt, auch dort absolvierte er die volle Spielzeit.